# هيثر كوكي
هيثر كوكي (بالإنجليزية: Heather Cooke)‏ (25 ديسمبر 1988 في الولايات المتحدة - ) هي لاعبة كرة قدم أمريكية في مركز الدفاع. شاركت مع منتخب الفلبين الوطني لكرة القدم للسيدات. أما مع النوادي، فقد لعبت مع واشنطن سبيريت.

## وصلات خارجية
- هيثر كوكي على موقع IMDb (الإنجليزية)

- هيثر كوكي على موقع قاعدة بيانات كرة القدم.إي يو (الإنجليزية)